# Nelson de Sá Earp
Nelson de Sá Earp (Petrópolis, 3 de maio de 1911 — Petrópolis, 2 de junho de 1989), foi um médico e um político brasileiro. filho de Arthur de Sá Earp Filho e de Arabela de Sá Earp, sendo esta filha de Hermogênio Silva o qual teve expressiva atuação política em Petrópolis e no estado do Rio de Janeiro.

## Biografia
Foi aluno do Colégio São Vicente de Paulo. Estudou Medicina no Rio de Janeiro. Como clínico e cirurgião de respeito na década de 1930 em Petrópolis, foi diretor do Hospital Santa Teresa; fundou e tornou-se primeiro diretor do Pronto Socorro Municipal que, ampliado, transformou-se em hospital recebendo em sua homenagem o seu nome - hoje denominado Hospital Municipal Doutor Nelson de Sá Earp.
Também ajudou a fundar a Faculdade de Medicina de Petrópolis (FMP); atuou como primeiro professor de Medicina Legal da Faculdade de Direito da Universidade Católica de Petrópolis (UCP).
Eleito vereador em 1946, foi Presidente da Câmara Municipal de Petrópolis em 1947 e 1948. 

## Seu governo na prefeitura
Nas eleições municipais de 1958, Nelson de Sá Earp concorreu para Prefeito do município pela União Democrática Nacional (UDN) contra Jamil Sabrá do Partido Social Democrático (PSD) e Cordolino Ambrósio do Partido Trabalhista Brasileiro (PTB). Nesta época o PSD e o PTB, tradicionais aliados políticos, não se coligaram tornando a disputa eleitoral acirrada que, de certo modo, acabou facilitando o candidato da UDN.
Uma vez eleito prefeito, Nelson de Sá Earp governou o município de 31 de janeiro de 1959 a 31 de janeiro de 1963, junto com o vice Mario de Medeiros Filho. Como seu partido não obteve maioria de vereadores na Câmara Municipal, ficou na dependência dos demais partidos para realizar sua administração.
Influenciados pela construção do complexo esportivo do Estádio do Maracanã, na cidade do Rio de Janeiro, no início da década de 1960 a Prefeitura de Petrópolis, durante o governo do prefeito de Nelson de Sá Earp, propõe simplesmente demolir o Palácio de Cristal e construir um complexo esportivo municipal no terreno. 
Contra a proposta de demolição forma-se um vigoroso movimento de historiadores e preservacionistas que conseguem salvar o Palácio quase que no último momento, quando tratores e operários já se movimentavam para realizar a destruição do monumento.
Nelson de Sá Earp, quando do acidente aéreo ocorrido com o então governador do estado do Rio de Janeiro, Roberto Silveira, em 1961, foi um dos primeiros médicos a lhe prestar socorro no Hospital Santa Teresa, apesar de ocupar o cargo de prefeito.
Sá Earp teve que enfrentar a crise econômica no erário público com as obras de re-urbanização herdadas do governo anterior, Flávio Castrioto, que deixara a prefeitura endividada. Terminado seu mandato, se afastou da política no plano eleitoral mas continuou com sua credibilidade de médico e homem público na sociedade local. Tornou-se membro da Academia Petropolitana de Letras e associou-se ao Instituto Histórico de Petrópolis.

## Homenagem
Em Petrópolis,no dia 9 de maio de 1992, a antiga rua João Pessoa, agora denominada como Rua Doutor Nelson de Sá Earp, recebeu um busto em bronze do médico e ex prefeito de Petrópolis. Foi uma iniciativa da Academia Petropolitana de Educação, que recebeu o apoio de outras instituições culturais e da Prefeitura e da Câmara Municipal.